# Phaeogenes ussuriator
Phaeogenes ussuriator är en stekelart som beskrevs av Diller 2006. Phaeogenes ussuriator ingår i släktet Phaeogenes och familjen brokparasitsteklar. Inga underarter finns listade i Catalogue of Life.